# M'Tioua
M'Tioua (àrab لغدير) és una comuna rural de la província de Xauen de la regió de Tànger-Tetuan-Al Hoceima. Segons el cens de 2014 tenia una població total de 12.812 persones.